# Salāya
Salāya är en ort i Indien.   Den ligger i distriktet Jāmnagar och delstaten Gujarat, i den västra delen av landet, 1 000 km sydväst om huvudstaden New Delhi. Salāya ligger 8 meter över havet och antalet invånare är 30 228.
Terrängen runt Salāya är platt. En vik av havet är nära Salāya norrut. Runt Salāya är det ganska tätbefolkat, med 207 invånare per kvadratkilometer. Närmaste större samhälle är Khambhāliya, 12,4 km söder om Salāya. Omgivningarna runt Salāya är en mosaik av jordbruksmark och naturlig växtlighet.